# Dr. Mario
Dr. Mario és un videojoc de trencaclosques publicat per Nintendo. Amb més de 5,34 milions d'unitats venudes, és el cinquè joc més venut de la història per a Game Boy.
El sistema de joc és semblant al Tetris. El Dr. Mario llança vitamines a l'interior del terreny de joc, allà on hi ha els virus, que poden ser de tres colors diferents (blau, vermell i groc). Les vitamines ocupen dues caselles, i poden ser de dos colors diferents o tenir les dues parts del mateix color. Si s'alineen quatre o més caselles del mateix color, s'extermina allò que hi havia, vitamines i virus. I així s'han d'anar exterminant els virus fins a superar el nivell. També va aparèixer a WarioWare, Inc.: MegaMicrogame$, amb el nom Dr. Wario. Dr. Mario era un personatge desbloquejable de Super Smash Bros. Melee. El desembre de 2013 es va anunciar un remake per a Wii U anomenat Dr. Luigi, creat per Arika i per a celebrar L'Any d'en Luigi. El maig de 2015 va sortir per a 3DS al Japó Dr. Mario Gyakuten! Tokkōyaku & Saikin Bokumetsu.